# Actumnus obesus
Actumnus obesus är en kräftdjursart som beskrevs av James Dwight Dana 1852. Actumnus obesus ingår i släktet Actumnus och familjen Pilumnidae. Inga underarter finns listade i Catalogue of Life.